# Albion, Indiana
Albion är administrativ huvudort i Noble County i Indiana. Vid 2010 års folkräkning hade Albion 2 349 invånare.